# 巫婆 (電影)
《巫婆》（英語：The Witches）是1990年上映的美國黑暗奇幻喜劇片，由尼可拉斯·羅格執導，艾倫·史考特編劇，改編自羅德·達爾1983年的同名小說，內容描述小男孩路克與祖母在度假時遇上巫婆集會，路克他們必須想辦法挫敗巫婆的邪惡陰謀。

## 劇情大綱
路克與祖母海爾嘉相依為命，祖孫倆在路克的父母因意外喪生後，從挪威搬至英國。海爾嘉告訴路克，世上有巫婆存在，手腳畸形且總戴著假髮遮掩光頭，她們厭惡兒童，會用糖果等玩意引誘兒童，趁機對兒童施展邪惡法術。
路克九歲時，海爾嘉被診斷出罹患糖尿病，在醫師的建議下，海爾嘉帶著路克來到伯恩茅斯的度假區休養。未料同一時間，全英國的巫婆們以「皇家防止虐待兒童協會（RSPCC）」為幌子，在路克他們下榻的飯店開巫婆大會，領頭的大巫婆開發出一種能把人類變成老鼠的魔藥，此次集會目的就是要將魔藥與錢分發與眾巫婆，讓他們在英國各地開糖果店，用摻了魔藥的糖果將兒童全變成老鼠，大巫婆在集會上把被騙來的孩子布魯諾與被抓包偷聽的路克變成老鼠，路克跟布魯諾逃離現場找海爾嘉求援。海爾嘉帶著老鼠布魯諾向布魯諾的父母解釋，但布魯諾的父母詹金斯夫婦並不相信她的話。
路克想了一個打敗巫婆的計畫，他偷了一瓶魔藥，並把魔藥加入RSPCC餐會的湯品中。與會的英國巫婆都變成老鼠，被飯店員工消滅，詹金斯夫婦也終於相信老鼠布魯諾是他們的兒子。路克並且更換了大巫婆行李的標籤，把美國巫婆的名冊、大筆的金錢與魔藥寄回自家，回家後他打算與祖母用這些魔藥、錢消滅美國的巫婆，此時唯一沒參加餐會的巫婆歐文小姐找到路克，她施展法術將路克恢復人形，做了善事的歐文手腳也變成與常人無異，她開心地揮手與路克、海爾嘉道別。

## 獎項
- 科幻、奇幻及恐怖電影學院 （1991）
  - 提名 – 土星獎最佳女主角（安潔莉卡·休斯頓）
  - 提名 – 土星獎最佳化妝獎（約翰·史蒂文森）
  - 提名 – 土星最佳音樂獎（史坦利·邁爾斯）
  - 提名 – 土星獎最佳年輕演員表演獎（傑森·費雪）
  - 提名 – 土星獎最佳女配角（梅·柴特林）
- 英國電影學院獎 （1991）
  - 提名 – BAFTA 最佳化妝和髮型獎（Christine Beveridge）
- 波士頓影評人協會獎 （1991）
  - 獲獎 – 波士頓影評人協會最佳女主角獎 （安潔莉卡·休斯頓）[3]
- 波多國際電影節（1991）
  - 提名 – 國際奇幻電影獎最佳影片（尼可拉斯·羅格）
- 雨果獎 （1991）
  - 提名 – 雨果獎最佳戲劇表演獎
- 洛杉磯影評人協會獎 （1990）
  - 獲獎 – 洛杉磯影評人協會最佳女主角獎 （安潔莉卡·休斯頓）[3]
- 美國國家影評人協會獎 （1990）
  - 獲獎 – 美國國家影評人協會最佳女主角獎（安潔莉卡·休斯頓）

## 外部鏈接
- 互联网电影数据库（IMDb）上《巫婆》的资料（英文）
- 豆瓣电影上《巫婆》的資料 （简体中文）